# Sıracevizler, Amasya
Sıracevizler là một xã thuộc thành phố Amasya, tỉnh Amasya, Thổ Nhĩ Kỳ. Dân số thời điểm năm 2010 là 229 người.